# Palliduphantes angustiformis
Palliduphantes angustiformis es una especie de araña tejedora de sábana perteneciente al género Palliduphantes, categorizada en el grupo Araneomorphae, orden Araneae.
Fue descrita por Eugène Simon en 1884. La especie aparece registrada y publicada en una sección de Les arachnides de France. Tome cinquième, deuxième et troisième partie p. 180-885 de 1884.
La longitud del cuerpo de la hembra mide 2,5 mm. En el macho, el pedipalpo es alargado y bifurcado en la parte superior.

## Distribución
Se distribuye por Europa, en Francia (Córcega) e Italia (Cerdeña).